# Malkyrs
 (février 2018).
 (septembre 2023).
Vous venez d’apposer le modèle de débat d'admissibilité.
Avant toute chose, veuillez créer la page de débat correspondante en cliquant ici.
- Une fois la page de vote initialisée, rafraîchissez cette page, et le bandeau prendra son aspect définitif.
- Si votre débat d'admissibilité est groupé (le motif et l’argumentation doivent être les mêmes), modifiez cette page pour ajouter au modèle le paramètre « cat » suivi du nom de la page de discussion de l’article pour lequel la page de débat existe déjà (ex. : cat=Discussion:Nom_de_l'autre_article). Ensuite, suivez les nouvelles instructions qui apparaissent.
- Vous pouvez également utiliser le paramètre « type » pour faciliter l’accès aux critères d’admissibilité. Exemple : {{suppression|type=mot-clé}}. Liste des mots-clés existants : fiction, musique, art visuel, fanzine, jeu de société, porno, sportif, association, enseignement, société, site web, route, nombre, (Liste complète ici).

| 1. | Créez la page de débat d'admissibilité.                                                                      | Sauvegardez d’abord la page pour l’initialiser puis indiquez votre motivation. |
| 2. | Important : ajoutez une entrée dans la section Débat d'admissibilité du jour.                                | Utilisez ce texte : *{{L\|Malkyrs}}                                            |
| 3. | Pensez à informer les contributeurs principaux de la page et les projets associés lorsque cela est possible. | Utilisez ce texte : {{subst:Avertissement débat d'admissibilité\|Malkyrs}}~~~~ |

Malkyrs: Les arènes de l'éternité est un jeu de cartes à collectionner (JCC) à la frontière entre le jeu physique et virtuel,.  
La technologie Near Field Communication embarqué dans les cartes de jeu permet l'interaction entre ces dernières et le jeu vidéo.
Le jeu a été financé sur les plateforme Kickstarter et Raizers en 2015,,.
La version officielle du jeu est sortie en novembre 2016,.
Une application Android est lancée en mai 2018 et permet de jouer avec s'il est équipé de NFC.
En décembre 2018, Malkyrs parvient à lever au moins 50 000 € sur Kickstarter pour traduire le jeu en anglais et développer une version pour Nintendo Switch.